# 山东教育卫视
山东教育卫视（英文简称：SDETV），即山东教育电视台，2007年脱离中国教育电视台序列之前又称中国教育电视山东台（CETV-SD），是中华人民共和国电视广播的一家省级教育电视台，也是中国大陆唯一的上星地方教育电视台，总部位于山东省济南市，由中华人民共和国教育部和山东省人民政府合办。1995年正式成立。2003年起成为卫星频道。

## 主持人
- 乔兴宁
- 张浩然
- 程盼盼
- 张文君
- 马英凯
- 郑毅
- 成兆天